# Dark Laughter
Dark Laughter is een roman uit 1925 van de Amerikaanse auteur Sherwood Anderson.
Het boek gaat over de nieuwe seksuele vrijheid van de jaren 1920, een thema dat Anderson ook al exploreerde in andere romans zoals Many Marriages uit 1923. Anderson had voor hij aan de roman begon Ulysses van James Joyce gelezen, en dat is aan Dark Laughter te merken.
Dark Laughter zou Andersons enige bestseller blijven, maar tegenwoordig wordt hij als auteur nog meer gewaardeerd voor Winesburg, Ohio uit 1919. Dark Laughter werd al sinds de vroege jaren 1960 niet meer herdrukt, en werd door sommige critici zelfs beschouwd als een mislukking. Ook Andersons biograaf Kim Townsend, die in 1985 een boek over hem publiceerde, dacht daar zo over.
Ernest Hemingway parodieerde Dark Laughter in zijn vroege korte werk The Torrents of Spring. Hemingways novelle bespot de pretenties van Andersons stijl en personages. Dat was niet naar de zin van Gertrude Stein, die Hemingway verweet met deze parodie zijn vroegere mentor aan te pakken die hem geholpen had bij zijn eerste publicatie. 